# جامع الترك (صفاقس)
جامع الترك واحد من جوامع المدينة العتيقة بصفاقس.

## موقعه
يوجد مسجد الترك بالجزء القبلي من سوق الجمعة، على مقربة من الجامع الكبير.

## تاريخه
حسب اللوحة الموجودة بجانب المحراب، فيرجح أن يكون المبنى الموجود الآن نتيجة ترميم واحد أقدم منه. ويرجح البعض أنه كان يتبع المذهب الحنفي الذي كان متبعوه في صفاقس قلائل مما أعطاه اسمه. إلا أن البعض الآخر ينفي هذا الاحتمال نظرا لصغر مساحته ويربط تسميته باسم الآمر بالأشغال عبد الله بن محمد بن يحيى التركي بلقباشا (أي القائد العسكري للمدينة). كما أن هذه النقيشة تعود لسنة 1706، سنة تربع حسين بن علي الحكم.

## هندسته
جامع الترك مربع الشكل طول ضلعه 10 أمتار. وبه 3 بلاطات طولية و 3 بلاطات عرضية. ويوجد على يسار المحراب نقيشة تذكارية نصها:
"بسم الله الرحمان الرحيم وصلى الله
على سيدنا محمد في بيوت أذن الله أن
ترفع ويذكر فيها اسمه يسبح له فيها بالغدو
و الأصال رجال لا تلهيهم تجارة ولا بيع عن ذكر
الله استجد بنا (هكذا) هذا المسجد المبارك أبو (هكذا) عبد الله
محمد بن يحيى التركي.. بلقابش..
تونس بتاع البيتين.. المجاورين له..
و المنماتين لجهته.. أيد معروف
نفسه احتساب للذات ورجا ثوابه
.. على شكر صنيعه وغفر
له ولوالديه ولمن كتب وقال آمين
كان الفراغ منه عام سبعة عشر ومائة وألف"